# ديامانتينو كوستا
ديامانتينو كوستا (29 مايو 1948 ببورتيماو في البرتغال - ) هو لاعب كرة قدم برتغالي في مركز جناح ‏. شارك مع منتخب البرتغال تحت 21 سنة لكرة القدم. أما مع النوادي، فقد لعب مع إشتوريل برايا ونادي بنفيكا ونادي فارزيم ولاس فيغاس كويكسيلفرز ‏ وTeam Hawaii ‏ وU.F.C.I. Tomar ‏ ونادي بورتيمونينسي.